# Nicolò Amati

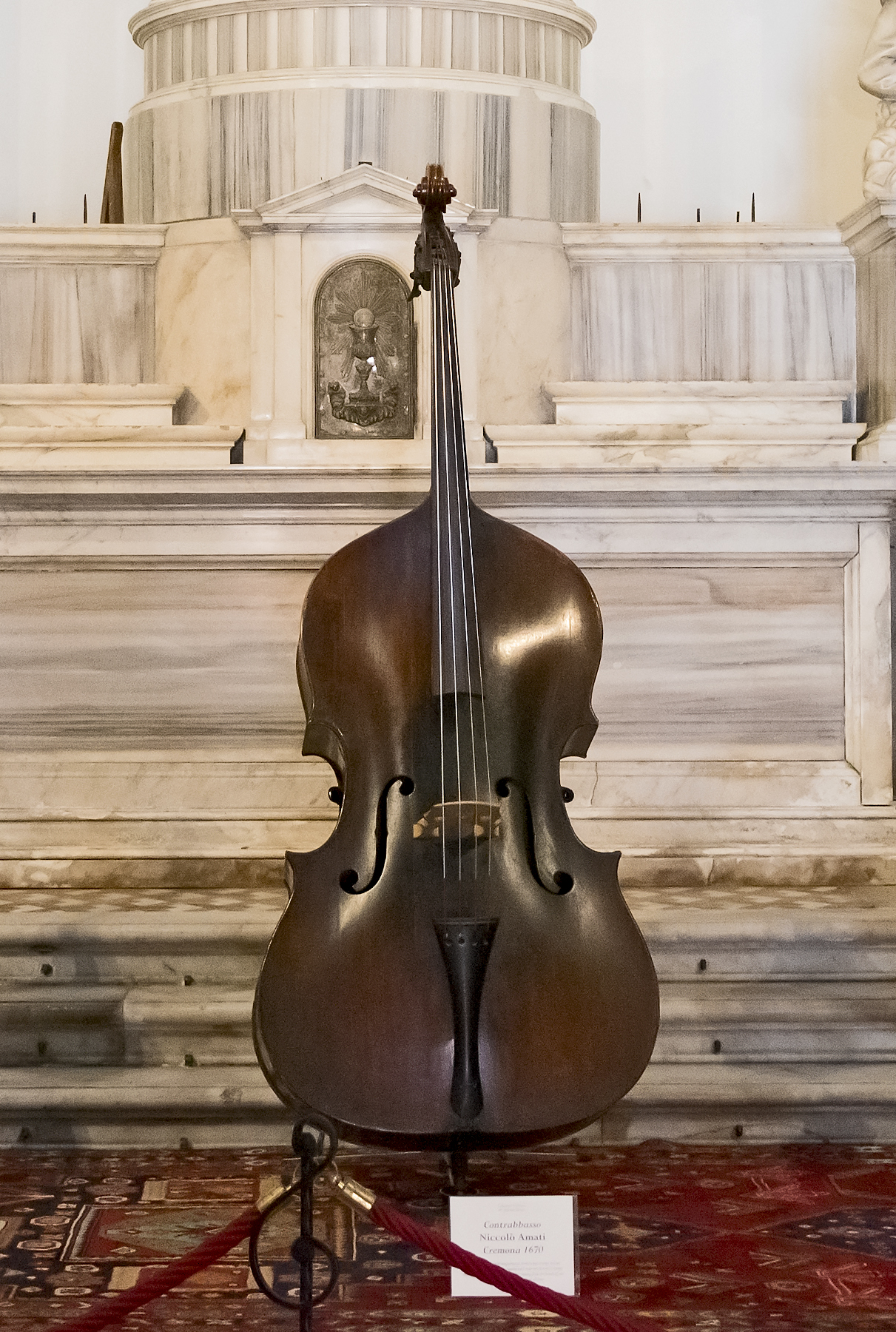
Niccolò Amati - Contrabajo

Nicolò Amati (Cremona, 3 de septiembre de 1596-12 de agosto de 1684) fue un constructor de violines italiano, miembro de la escuela de Cremona de fabricantes de violines. Su padre era Girolamo Amati también fabricante de violines. Nicolò Amati fue el mejor artesano de la familia.
Fabricó un modelo más elegante, con tapa y fondo curvados y hecho con madera de veta muy fina. Las aberturas de resonancia son gráciles y audaces, la talla de la voluta es exquisita, el barniz es transparente y el fondo tiene un tono vivo. El sonido es dulce y suave. Además construyó varios violonchelos y violas de considerable belleza.
En 1630, el padre murió en la plaga, al igual que muchos fabricantes de violines, entre ellos Giovanni Paolo Maggini, de la ciudad de Brescia, quien era el principal rival de Nicolò. Al mismo tiempo, la demanda de instrumentos de la familia fue creciendo, y Nicolò se vio obligado a admitir extranjeros como aprendices. A partir de la década de 1630, Nicolò tuvo una serie de discípulos que expandirían la fabricación de violines en Cremona y en toda Italia.
De su escuela salieron los más grandes artesanos lutiers italianos: Antonio Stradivari, Andrea Guarneri, Gennaro Giacomo, Jacob Stainer, Francesco Ruggieri, Paolo Gancino y G. B. Rogeri.
En 1649, a la edad de 54 años, tuvo a su primer hijo, a quien llamó Girolamo en honor de su padre. Cuando Nicolò murió el 12 de agosto de 1684 a la edad de 87 años, Girolamo II heredó la tienda y trató de mantener la supremacía Amati, pero con mucho menos éxito que sus antecesores.
Amati es considerado por muchos como uno de los mejores artesanos de la historia de la fabricación de violines. Prácticamente todos sus instrumentos están hechos con infalible precisión y atención al detalle. También es famoso por introducir el violín 'Patrón Grand', un poco más grande que los modelos diseñados por su padre y su abuelo. Hoy en día, estos instrumentos más grandes, de unos 35,6 cm. en la longitud del cuerpo, están especialmente bien considerado por los violinistas profesionales, ya que producen un sonido mayor, que se adapta a las salas de conciertos modernos a diferencia de los modelos más pequeños, que siguen siendo ideal para los ajustes de cámara pequeños.